# Gábor Korolovszky
Gábor Korolovszky (ur. 11 lipca 1979 roku) – węgierski piłkarz, grający na pozycji obrońcy. Obecnie reprezentuje barwy cypryjskiego klubu Aris Limassol. W latach 2002–2003 sześciokrotnie wystąpił w reprezentacji Węgier.